# Chiesa di Ognissanti (Reggio Emilia)
La chiesa parrocchiale di Ognissanti è il principale edificio religioso della frazione di Cavazzoli, nel comune di Reggio Emilia, in provincia di Reggio Emilia e diocesi di Reggio Emilia-Guastalla. È sede di una parrocchia compresa nel vicariato Urbano di Reggio Emilia. Fa parte dell'Unità pastorale Santa Teresa di Calcutta insieme alle parrocchie di Roncocesi, Pieve Modolena e San Pio X.

## Storia
La fondazione della chiesa di Ognissanti risale all'inizio del 1200 ed era collocata nei pressi del mulino di Santa Caterina, appena fuori la Porta Santo Stefano di Reggio, sulla via Emilia per Parma. Si ergeva a 2,7 km dalla sede attuale. Nel 1501 l'edificio venne abbattuto e, in conseguenza della "tagliata", venne trasferito nell'oratorio di san Gregorio di Cavazzoli, collocato nell'area dell'attuale chiesa parrocchiale di Cavazzoli. Nel 1767 il vecchio oratorio fu demolito e si iniziò la costruzione della nuova chiesa per opera di Giuseppe Vergnani su disegno dell'architetto Francesco Iori; qualche anno dopo fu innalzata la torre campanaria e nel 1788 la costruzione fu portata a termine. Come ricorda il Baricchi, il prospetto frontale della chiesa è a capanna, assai slanciato e fortemente segnato dalle coppie di lesene angolari a sostegno del frontespizio a timpano spezzato. L'interno è a navata unica in stile settecentesco. Negli angoli della navata sono presenti nicchie che ospitano la statue dei santi Domenico, Pietro, Prospero e Teodoro. L'abside ospita una pala della Madonna con il Bambino in gloria e diversi Santi in adorazione, attribuita al pittore parmense Sisto Badalocchio. Sulle pareti degli altari minori sono collocati due quadri di Madonne col Bambino e un quadro di san Matteo oltre alle statue dell'Addolorata e del Rosario.
Dall'originaria parrocchia di Ognissanti in Cavazzoli, che comprendeva buona parte della periferia occidentale di Reggio Emilia, a partire dal dopoguerra, furono generate ben quattro nuove parrocchie. Con la nascita di questi quartieri urbani è così caduto in disuso, per tali aree, il toponimo Cavazzoli. Dopo un periodo col quale si distinguevano con le forme Cavazzoli Nord e Cavazzoli Sud le aree rispettivamente a settentrione e a meridione della linea ferroviaria, è oggi identificato con il toponimo Cavazzoli soltanto l'attuale territorio della parrocchia di Ognissanti e il piccolo centro abitato sviluppato intorno all'omonima chiesa parrocchiale.
Le opere parrocchiali comprendono una pista polivalente, l'oratorio e la scuola materna Maria Vergine Madre. Sino agli anni Ottanta era operativo anche il cinema-teatro parrocchiale San Giovanni Bosco che comprendeva una piccola sala-giochi e un punto ristoro. In passato erano presenti un campo da bocce e un piccolo campo da calcio non regolamentare. Nel periodo antecedente al Concordato del 1984 la parrocchia era dotata di un beneficio con prebenda.
Nel territorio parrocchiale è compreso l'oratorio di San Giulio martire.
È l'unica chiesa della diocesi di Reggio Emilia-Guastalla e della provincia di Reggio Emilia a essere intitolata a Tutti i Santi.